# Grieks-Qatarese betrekkingen
De Grieks-Qatarese betrekkingen zijn de bilaterale relaties tussen Griekenland en Qatar. De relaties werden in 1973 tot stand gebracht.

## Diplomatieke vertegenwoordiging
Griekenland opende in 2007 haar ambassade in Doha. Qatar heeft sinds 2008 een ambassade in Athene.
Nadat Egypte in 2017 zijn ambassade in Qatar sloot, stemde de Griekse ambassade in Doha ermee in om de Egyptische burgers diplomatiek te vertegenwoordigen.

## Diplomatieke bezoeken

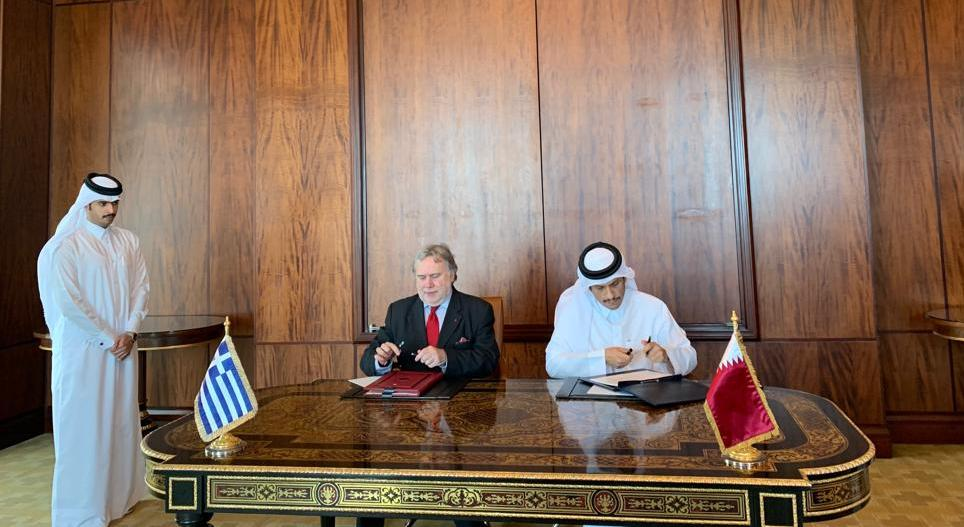
De Griekse minister van Buitenlandse Zaken Georgios Katrougalos ondertekent overeenkomsten met zijn Qatarese ambtgenoot, Mohammed bin Abdulrahman Al Thani.

In maart 2009 bracht de Griekse vicepremier Theodoros Pangalos een bezoek aan Qatar.
Op 29 mei 2024 hadden sjeik Tamim bin Hamad Al Thani en premier Kyriakos Mitsotakis een bijeenkomst in Athene. Tijdens zijn bezoek aan Griekenland op woensdag sprak de emir van Qatar, sjeik Tamim bin Hamad Al Thani, over zakelijke kansen en investeringen. Sjeik Al Thani had een ontmoeting met de Griekse premier Kyriakos Mitsotakis in Athene, waarbij grote delegaties van beide partijen aanwezig waren.
Griekenland en Qatar hebben hun gezamenlijke inzet voor het verbeteren van de bilaterale betrekkingen uitgesproken door twee overeenkomsten te ondertekenen. Hiertoe behoren de Overeenkomst inzake militaire samenwerking tussen het Griekse Ministerie van Defensie en het Ministerie van Defensie van Qatar, evenals het Memorandum van Samenwerking voor het voeren van politieke consultaties over zaken van wederzijds belang tussen het Griekse Ministerie van Buitenlandse Zaken en het Ministerie van Buitenlandse Zaken van Qatar. 

## Militaire betrekkingen
Er zijn verschillende militaire overeenkomsten tussen Qatar en Griekenland getekend, zoals een overeenkomst over gezamenlijke trainingsoefeningen en een tripartiet memorandum van overeenstemming tussen de regering van Qatar, de Griekse auto-industrie en de Griekse lucht- en ruimtevaartindustrie.

## Economische betrekkingen
In 2008 ondertekenden beide landen een overeenkomst ter voorkoming van dubbele belasting. In 2010 tekende Qatar een overeenkomst waarin het land de komende jaren 5 miljard dollar in Griekenland zou investeren.
In januari 2013 was Qatari Diar, de vastgoedtak van Qatar Investment Authority, betrokken bij een bod om Ellinikon International Airport te herontwikkelen, maar besloot zich terug te trekken uit de aanbesteding. Later die maand trok het bedrijf zijn terugtrekking in na een bezoek van premier Antonis Samaras aan Doha. Bovendien stemde de Qatarese regering tijdens het bezoek in met de oprichting van een gezamenlijk fonds van 1,34 miljard dollar om kleine en middelgrote bedrijven in Griekenland te helpen de door de recessie getroffen economie te ondersteunen. Ook in 2013 investeerde Qatar Holding, een andere afdeling van de Qatar Investment Authority, € 1,2 miljard in de goudmijnindustrie in Noord-Griekenland.
De voormalige emir van Qatar Hamad bin Khalifa Al-Thani kocht in 2013 zes eilandjes in Griekenland voor een bedrag van € 8,5 miljoen. Naar verluidt was hij geïnteresseerd in de bouw van een enorm paleis op een van de eilandjes, maar hij werd door het Griekse rechtssysteem tegengewerkt vanwege de wetten met betrekking tot de grootte van woningen.
In 2015 werd een gezamenlijke ondernemingsraad opgericht. De handelsomzet is laag. In 2017 was het totale bilaterale handelsvolume $372 miljoen.
Op het gebied van samenwerking tussen bedrijven heeft het Griekse bedrijf Anangel Maritime Services een joint venture-overeenkomst getekend met het in Qatar gevestigde Nakilat om tien van haar schepen in te zetten voor het transport van LNG. In 2017 waren er ongeveer zeven Griekse bedrijven actief in Qatar.

## Migratie
Volgens het Qatarese ministerie van Binnenlandse Zaken verbleven er in 2016 2.200 Griekse migranten in Qatar.

## Culturele betrekkingen
In april 2021 werd bij het metrostation van Doha een replica van de Wagenmenner van Delphi onthuld.